# Caffrogobius caffer
Caffrogobius caffer es una especie de peces de la familia de los Gobiidae en el orden de los Perciformes.

## Morfología
Los machos pueden llegar a alcanzar los 18 cm de longitud total.

## Hábitat
Es un pez de d clima subtropical y demersal.

## Distribución geográfica
Se encuentran en África: Mozambique y Sudáfrica.

## Observaciones
Es inofensivo para los humanos.